# أحمد بلال عثمان
أحمد بلال عثمان سياسي سوداني. وزير الداخلية، سابقًا عيّنه الرئيس عمر البشير في منصب وزير الثقافة والإعلام في 8 حزيران / يونيو 2012، وأدى اليمين في 11 حزيران / يونيو في القصر الجمهوري. وقد عمل سابقًا كمستشار للرئيس ممثلا للحزب الاتحادي الديمقراطي، قبل أن يعفي الرئيس عمر البشير جميع المستشارين في يونيو 2012. كما ترأس اللجنة العليا لولاية شمال كردفان.
في يوليو 2011، أدار الجرعة الأولى من لقاح الفيروس العجلي كجزء من حملة التحصين بقيادة التحالف العالمي للقاحات والتحصين.